# Andavite
Andavite (posiblemente del quechua anta que significa cobre, y p'iti que sería brecha o interrupción) o Chopiraju es una montaña en la Cordillera Blanca en los Andes del Perú que tiene 5518 m de altitud (18 104 pies). Se ubica al noreste del pueblo de Pitec, entre las provincias de Huaraz y Huari en el departamento de Áncash.

## Geografía

### Ubicación
La montaña Andavite se encuentra ubicada geográficamente en 9 ° 25 '51' 'S, 77 ° 19' 32 '' W -9.430771, -77.325678 (Dec Deg), 244618 E 8956673 N, Zona 18 (UTM) en el distrito de Independencia.
Andavite se encuentra al noroeste de la montaña Cayesh y al sureste de la montaña Tullparaju. Está situado al final del valle de Quilcayhuanca, al sureste de la Laguna Tullparaju.
El camino que está habilitado transcurre en medio de pastizales donde se pueden apreciar vacas, caballos, ovejas y burros cuyos propietarios son comuneros de las vecindades. En la parte media de la quebrada es posible encontrar gran cantidad de restos arqueológicos y pinturas rupestres, lo que agrega atractivo a la ruta.

## Acceso
Desde la ciudad de Huaraz se viaja por una trocha carrozable hasta llegar a la portada de Quilcayhuanca, recorriendo 12 km, pasando por los caseríos de Unchus y Llupa durante 1,50 horas. Luego se continúa por camino de herradura a lo largo de 15 km, en la quebrada Quilcayhuanca, en un tiempo aproximado de 3,5 horas, llegando a la bifurcación (campamento temporal); desde donde se va hacia la margen derecha hasta la laguna Tullparaju recorriendo 0,5 km en 0,5 horas.

## Toponimia

### Etimología
El nombre de Andavite proviene de la palabra quechua anta que posiblemente significa el cobre y p'iti que sería una fuerza que divide tirando hacia los extremos; brecha, interrupción.
También es conocido como el nevado Chopiraju debido a que está ubicado entre las montañas Cayesh y Tullparaju. y los pobladores del centro poblado de Pitec en el idioma quechua lo suelen llamar Chawpi rahu.